# Інгодинське сільське поселення
Інго́динське сільське поселення (рос. Ингодинское сельское поселение) — сільське поселення у складі Читинського району Забайкальського краю Росії.
Адміністративний центр — селище Інгода.

## Населення
Населення сільського поселення становить 1222 особи (2019; 1297 у 2010, 1445 у 2002).

## Склад
До складу сільського поселення входять:
| Населений пункт   | Населення, осіб (2002) | Населення, осіб (2010) |
| ----------------- | ---------------------- | ---------------------- |
| Домно-Ключі, село | 405                    | 293                    |
| Інгода, селище    | 1040                   | 1004                   |